# Polyphylla hammondi
Polyphylla hammondi är en skalbaggsart som beskrevs av Leconte 1856. Polyphylla hammondi ingår i släktet Polyphylla och familjen Melolonthidae. Inga underarter finns listade i Catalogue of Life.